# Head (film)
Pour les articles homonymes, voir Head.
Pour plus de détails, voir Fiche technique et Distribution.
Head est un film américain réalisé par Bob Rafelson et sorti en 1968, avec Micky Dolenz, Davy Jones, Michael Nesmith et Peter Tork, mieux connus collectivement sous leur nom de groupe The Monkees. C'est l'adaptation au cinéma d'une série télévisée de la NBC, The Monkees aussi créée par Bob Rafelson dont c'est le premier long-métrage. Le film est un échec commercial, qui contribuera peu après à la dissolution du groupe.

## Fiche technique
- Réalisation : Bob Rafelson
- Scénario : Jack Nicholson, Bob Rafelson
- Producteurs : Jack Nicholson, Bob Rafelson, Bert Schneider
- Production : Raybert Productions (en)
- Genre : comédie musicale, fantasy
- Image : Michel Hugo
- Montage : Michael Pozen
- Durée : 110 minutes (version initiale)[réf. souhaitée], 86 minutes (version raccourcie)
- Distribution : Columbia Pictures
- Budget : 790 000 dollars[1]
- Dates de sortie : 
  - États-Unis : 6 novembre 1968
  - France : mai 1969 (Festival de Cannes)

## Distribution
- Peter Tork : Peter
- Davy Jones : Davy
- Micky Dolenz : Micky
- Michael Nesmith : Mike
- Victor Mature : The Big Victor
- Annette Funicello : Minnie
- Timothy Carey : Lord High 'n Low
- Logan Ramsey : Off. Faye Lapid
- Abraham Sofaer : Swami
- Vito Scotti : I. Vitteloni
- Charles Macaulay : Inspector Shrink
- T.C. Jones : Mr. and Mrs. Ace
- Charles Irving : Mayor Feedback
- William Bagdad : Black Sheik
- Percy Helton : Heraldic Messenger
- Sonny Liston : Extra
- Ray Nitschke : Private One
- Carol Doda : Sally Silicone
- Frank Zappa : The Critic
- June Fairchild : The Jumper
- Teri Garr : Testy True
- Mireille Machu : Lady Pleasure
- Terry Chambers : Oreh
- Mike Burns : Gnihton
- Esther Shepard : Rehtom

## Production

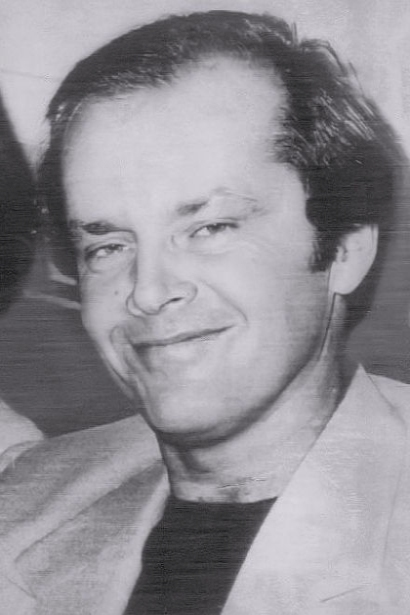
Jack Nicholson, le scénariste du film, en 1976

Le groupe de rock The Monkees avait été constitué par les productions BBS afin de créer la série télévisée The Monkees, réalisée par Bob Rafelson, inspirée du film des Beatles Quatre Garçons dans le vent. 
La série remporte un grand succès qui finit par s'essouffler au bout de deux ans : l'arrivée de la contre-culture, d'artistes comme Jimi Hendrix ou Janis Joplin, les mouvements politiques de l'époque ringardisent les Monkees, leurs disques se vendent moins bien. Bob Rafelson éprouve aussi le besoin de se détacher de cette série qu'il trouve trop commerciale. Il souhaite réaliser un film qui en montre « le côté farce, escroquerie. » Alors que son entourage lui déconseille de faire ce film, il éprouve le besoin de terminer ce qu'il a commencé avec ce groupe en montrant la véritable histoire.
Le film est écrit par Jack Nicholson, qui est ami avec Bob Rafelson et est à l'époque un acteur dont la carrière est en panne. Il passe des mois au contact du groupe dont les membres l'apprécient beaucoup. Il se rend sur le plateau de la série télévisée, les rencontre à leurs domiciles afin de s'inspirer de leur univers, toute l'équipe du film étant d'accord pour qu'il ne soit pas qu'une version longue de la série. Il enregistre des conversations avec le groupe alors qu'ils prennent du cannabis, et, selon Rafelson, c'est sous LSD qu'il structurerait ensuite le scénario.
Le titre de travail du film est Change. Peter Tork racontera n'avoir pas aimé travailler avec Bob Rafelson, ne se sentant pas en accord avec lui. Selon lui, sa scène préférée où il raconte ce qu'il a appris d'un indien a en fait été réalisée par Jack Nicholson.
En 2011, l'ancien Monkee Davy Jones déclarera s'être senti manipulé dans ce film, y participant sans avoir de prise sur ce qu'allait être le résultat et avoir eu la sensation que Bob Rafelson et Jack Nicholson n'étaient finalement là que pour expérimenter les techniques cinématographiques qu'ils utiliseraient par la suite dans leurs carrières.

## Analyse
Head est un film qui cherche à se moquer aussi bien de la guerre que de la télévision, d'Hollywood ou des Monkees eux-mêmes. 
Le film est influencé à la fois par la Nouvelle Vague et par le film Huit et demi. Le chanteur des Monkees, Micky Dolenz, déclare en 2008 qu'il ne comprend toujours rien à ce film alors qu'il a joué dedans.

## Accueil

### Critique

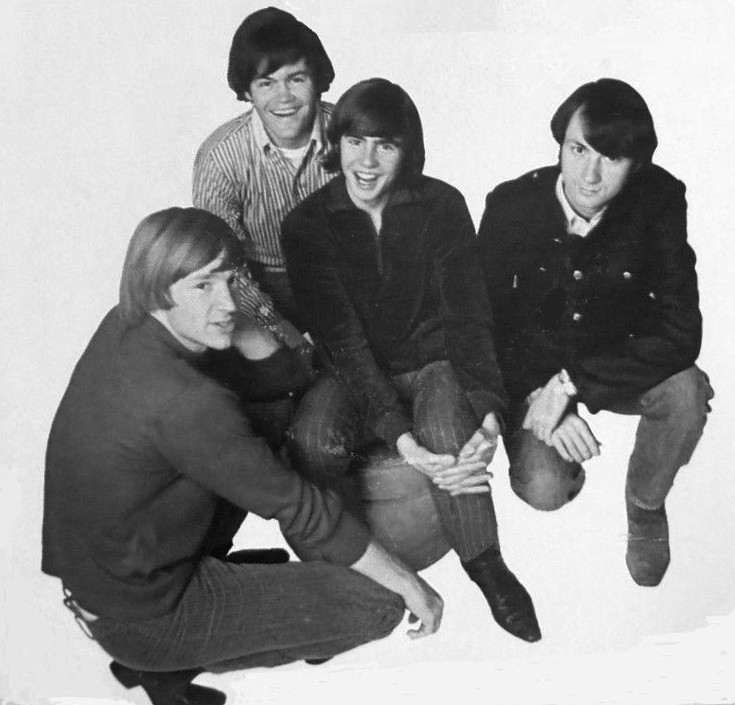
Les Monkees en 1967

Lors de sa sortie, Head crée une certaine curiosité : les Beatles comme les Rolling Stones auraient demandé à le voir en projection privée, et l'écrivain Thomas Pynchon aurait assisté à une avant-première déguisé en plombier. 
Les affiches déroutent les spectateurs : elles n'évoquent pas les Monkees mais font référence au théoricien John Brockman avec le slogan « De quoi parle Head ? Seul John Brockman peut le savoir ? » Head est trop recherché pour les fans des Monkees mais les cinéphiles de l'époque n'ont pas envie d'aller voir un film sur ce groupe commercial : le film est un échec public. Si Bob Rafelson imaginait que la qualité cinématographique du film éclipserait le fait qu'il parle des Monkees, le film ne génère que 16 111 $ de recettes et reçoit des critiques très négatives.
Selon le journal The Guardian en 2011, le film peut être vu comme « le plus étrange et le meilleur des films sur le rock » annonçant l'arrivée du Nouvel Hollywood. Il est apprécié des réalisateurs Quentin Tarantino et Edgar Wright.

## Distinctions
Le film a été présenté à la Quinzaine des réalisateurs, en sélection parallèle du festival de Cannes 1969.

## Autour du film
On peut noter des brèves apparitions dans le film de Jack Nicholson (qui a coécrit le scénario), de Frank Zappa et Dennis Hopper.
Des extraits des dialogues du film ont été samplés par le groupe Saint Etienne et par DJ Shadow.